# باري فاريل
باري فاريل (بالإنجليزية: Barry Farrell)‏ هو جندي وصحفي أمريكي، ولد في 1935، وتوفي في 10 ديسمبر 1984 في Sawtelle, Los Angeles ‏ في الولايات المتحدة بسبب نوبة قلبية.